# Sinestesia

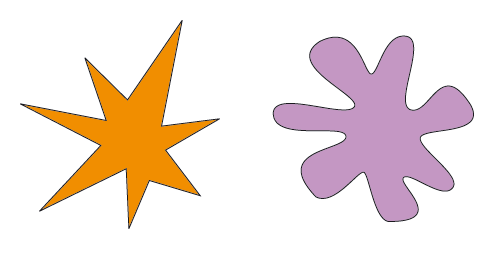
Esta imagen se usa en un test para demostrar que el ser humano no asigna los nombres a los objetos arbitrariamente. El test es el siguiente: imagine que una persona remota llama a una de estas dos formas Bouba y a la otra Kiki. Trate de adivinar cuál es cuál y clique en la imagen para valorar su respuesta. Debajo de la respuesta en inglés aparece cual es la asimilación conjunta o interferencia de varios tipos de sensaciones de diferentes sentidos de un mismo acto perceptivo. Una persona sinestésica puede, por ejemplo, oír colores, ver sonidos y percibir sensaciones gustativas al tocar un objeto con cualquier tipo de textura. No es que lo asocie o tenga la sensación de sentirlo: lo siente realmente. La sinestesia es también un efecto común de algunas sustancias psicodélicas, como el LSD, la mescalina o los hongos psilocibios, pero hay personas (calificadas por esa razón como sinestésicas) que, sin haber consumido sustancia alguna, tienen esa capacidad de percibir sensaciones de diferentes sentidos de manera conjunta o "cruzada" o con "correspondencias".

La sinestesia es una variación no patológica de la percepción humana. Las personas sinestésicas experimentan de forma automática e involuntaria la activación de una vía sensorial o cognitiva adicional en respuesta a estímulos concretos. Por ejemplo, pueden ver un color cuando escuchan una nota musical, o percibir tacto en su mejilla derecha cuando saborean un alimento. Estas percepciones son idiosincráticas, es decir, cada persona percibe unos colores/olores/sonidos y sensaciones físicas, etc. concretos y diferentes. Aunque en algunas páginas de internet se dice que la sinestesia es una mezcla de sentidos, esto es inexacto: en la sinestesia hay especificidad sensorial, es decir, los sonidos se escuchan como sonidos, el color en el que aparecen escritas estas letras se perciben en negro y la sinestesia es una sensación adicional (se percibe un sonido correctamente tal y como es, y además, un color).

## Ejemplos
Por ejemplo, tocar una superficie más suave les puede hacer sentir un sabor dulce. Estas experiencias no son meras asociaciones, sino percepciones, y los estados depresivos tienden a aumentar la intensidad de sus sensaciones.
Otro ejemplo, asociar el color amarillo al número 7 o a la letra A. Algunos ven colores cuando escuchan música, otros pueden sentir literalmente el "sabor" de las palabras. Otras personas pueden percibir la letra A de color rojo, la S de color amarillo y la Z de color negro.
También es significativo el proyecto “Sinestesia” del grupo de Diseño Gráfico “el taburete” realizado por Ada Esquirol Ríos. Un proyecto en el que se genera una interconexión entre escritura musical (partituras gráficas), música (creada por 12 músicos a partir de las partituras gráficas otorgadas), literatura (cuentos creados por 12 escritores a partir de las canciones creadas por los músicos) e ilustración (ilustraciones creadas por la autora) para acabar afirmando que “la música puede verse” 2). https://www.eltaburetecg.com/projects/showProject/39

## Explicaciones
Algunos científicos de la Universidad de California sostienen que sus descubrimientos apoyan la idea de que la sinestesia se debe a una activación cruzada de áreas adyacentes del cerebro que procesan diferentes informaciones sensoriales. Este cruce podría explicarse por una falla en la conexión de los nervios entre las distintas áreas cuando el cerebro se desarrolla en el interior del útero.

## Sinestesia y daños en los órganos de los sentidos
La sinestesia puede ocurrir incluso cuando uno de los sentidos está dañado. Por ejemplo, una persona que puede ver colores cuando oye palabras puede seguir percibiendo estos colores aunque pierda la visión durante su vida. Este fenómeno recibe también el nombre de «colores marcianos», término que se originó tras un caso de un sinestético que nació parcialmente daltónico que decía que «podía ver colores alienígenas», que en realidad percibía debido a su sinestesia.[cita requerida]

## Historia de casos
La primera descripción de este fenómeno la realizó el doctor Georg Tobias Ludwig Sachs en 1812. Se da con más frecuencia entre los autistas. Algunos tipos de epilepsia provocan también percepciones sinestésicas.

## Subjetividad y objetividad
Como fenómeno subjetivo, y a vista de la comunidad científica, es necesaria una explicación científica y objetiva de la sinestesia. La estabilidad de asociaciones sinestésicas se mantiene aun cuando es evaluada tras lapsos prolongados de hasta un año.

## Investigaciones empíricas

### Tiempo de respuesta ante incongruencia grafema-color
Esto ha servido como apoyo para la investigación empírica. La más importante pregunta con respecto al estudio de la sinestesia es si este hecho se debe a una asociación temprana entre estímulos o si es una asociación genuinamente sensorial. Los diseños iniciales se apoyaban en modificaciones de la tarea Stroop y consistían en presentar a un sinésteta grafema-color una cartulina con un carácter impreso en tinta de color congruente o incongruente con el fotismo, es decir, con la sensación sensorial secundaria asociada.
Los estímulos consistían en un cuadrado de color o un número escrito en tinta congruente o incongruente con la sensación secundaria asociada; se presentaron en orden aleatorio en la pantalla de un ordenador. La tarea del sujeto consistía en nombrar el color de la tinta lo más rápido posible. La tarea del investigador consistía en medir el tiempo de respuesta.
Como era de esperar, el sujeto sinésteta tardó significativamente más para responder en los ensayos incongruentes (797 ms, 2,8 % de errores) que en los casos en los que había congruencia (525 ms, 1,4 % de errores), y más también que en la línea base (545 ms, 0,0 % de errores).
Estos estudios se basan en la automaticidad que representan los sinestésicos ante la presentación de un estímulo. El mayor problema con el que se encuentran los investigadores en este ámbito es el de demostrar que los sinéstetas no están imaginando las asociaciones vinculadas con los colores, con los sabores o con las notas musicales, sino que realmente están experimentando ese fenómeno.

### Ramachandran y Hubbard: la figura oculta en la matriz
En otro experimento, Ramachandran y Edward M. Hubbard trabajaron con matrices de grafemas que contenían una figura geométrica (rectángulo, triángulo, paralelepípedo o cuadrado) formada por la agrupación de caracteres idénticos, entremezclados con otros grafemas.

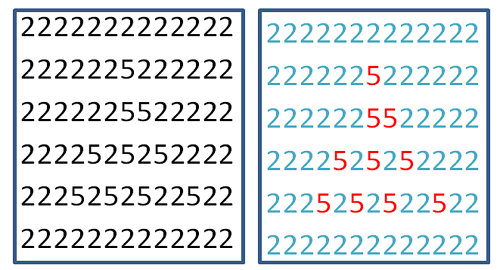
En la tarea Stroop, los sujetos sinéstetas perciben la figura de la izquierda como la de la derecha, donde asocian los colores a diferentes caracteres, lo que da lugar a lo que se conoce como segregación sensorial, y en este caso son más rápidos para diferenciar la figura oculta.

La tarea consistía en discernir la figura oculta dentro de la matriz de números. Los controles sólo acertaron en un 59,4 % de los casos. Mientras tanto, los sinéstetas discernieron la figura geométrica correctamente en un 81,25 % de los ensayos. La explicación más parsimoniosa es que en los sinéstetas los fotismos inducidos por los grafemas llevan a un efecto de segregación sensorial (pop-out) de la forma que componen. Un resultado parecido se obtendría con personas no sinéstetas expuestas a matrices con caracteres en color real.
Los experimentos llevados a cabo demuestran que las percepciones de los sinéstetas no se deben a un efecto de la memoria ni tampoco a un excesivo lenguaje metafórico, sino a un genuino efecto sensorial. El sinestésico o sinésteta segrega la percepción de los diferentes números, debido a su asociación con diferentes colores.
En el caso de Daniel Tammet, diagnosticado con síndrome de Asperger, la sinestesia le proporcionó extraordinarias habilidades matemáticas (veía los números con formas, colores, texturas y emociones, formando paisajes, y resolvía problemas matemáticos orientándose en esos paisajes) y de aprendizaje (era capaz de aprender una lengua en solo una semana).

## Explicación biológica: rasgo dominante y cromosoma X
Las investigaciones acerca de la incidencia de la sinestesia en las familias sugieren que se trata de un rasgo dominante ligado al cromosoma X.
Muchos investigadores, como Daphne Maurer, de la Universidad de Macmaster (Canadá), demuestran que todos los bebés de menos de cuatro meses de edad presentan un cerebro sinestésico o una fusión de los sentidos. Esto se debe a que, a esa temprana edad, el cerebro todavía no ha realizado la especialización de las distintas áreas ante estímulos sensoriales. Las conexiones sinápticas entre las áreas permanecen unidas. De esta forma, los bebés responden de manera similar a estímulos de diferentes clases (sonido de una nota musical, una luz brillante).
En el proceso de desarrollo se produce una «poda neuronal» debido al alto crecimiento de conexiones sinápticas, en la que cada conexión sináptica se va especializando ante estímulos de diferente índole. En el cerebro de una persona sinestésica, la poda sináptica es menor o bien no se produce; los sinestésicos quizá mantienen intactos los enlaces sensoriales ante tareas sensoriales implicadas, lo que da lugar a este tipo de activación simultánea ante los distintos estímulos sensoriales, lo que explica que la sinestesia dure toda la vida.

## Diagnóstico de la sinestesia

### Criterios diagnósticos
A pesar de la heterogeneidad fenomenológica, se han podido definir los criterios diagnósticos de la sinestesia, que la distinguen de aquellos fenómenos similares producidos por otro tipo de condiciones psicológicas como alucinaciones o estados de conciencia alterados.
Siguiendo a Richard Cytowic, la percepción sinestésica es:
- involuntaria y automática
- localizable en el espacio
- consistente y genérica
- duradera
- de una importancia emocional

La primera característica hace referencia a la incapacidad por parte del sinestésico de controlar la activación de cierta sensación asociada. No pueden suprimir la experiencia sinestésica. Cuando los sinestésicos describen su experiencia, podemos distinguir entre aquellos que perciben las sinestesias en el espacio externo (sinestésicos proyectores) y aquellos que las perciben en "un espacio mental" (sinestésicos asociadores).
La percepción sinestésica es consistente a lo largo del tiempo. De ahí que muchos estudios se hayan basado en esta característica, que diferencia a los sinestésicos de quienes asocian por memorización, para seleccionar a los participantes.  Es hereditaria. Por último, los sinestésicos informan sobre emociones placenteras que acompañan a la experiencia sensorial, parecidas a la "sensación eureka".

## Descripción clínica
Es posible que el fenómeno ocurra en una de cada 100 personas. Una causa de la diferencia en estas estadísticas es que los sinestésicos no suelen reconocer que la mayoría de la gente no tiene esa capacidad. El tipo de sinestesia en el cual las personas ven colores cuando oyen o leen letras y números es el más frecuente, hasta 1 % de personas. Otras personas saborean sonidos y colores, entre otras cosas.
Nuevas investigaciones muestran que la sinestesia ocurre mucho más frecuentemente de lo que se pensaba. Es difícil describir las capacidades de los sinestésicos porque hay muchas clases. Algunos sinestésicos son extraordinarios y poseen una profunda sensibilidad musical, pues pueden distinguir e identificar sonidos que, a nivel consciente, no son fácilmente percibidos por otras personas no sinestésicas, lo cual muchas personas suelen relacionar con el llamado oído absoluto.
Algunos sinestésicos se deleitan escuchando ópera, visualizando muchos colores y sabores. La creatividad es otra característica de estas personas. Vasili Kandinski escuchaba los colores, y por ello ahí sus obras pictóricas están asociadas con notas musicales.
También se ha descubierto que poseen excelente memoria, aunque las capacidades extraordinarias no son una característica común a todos los sinestésicos.

## Principales tipos de sinestesia
- Léxico-gustativa: un caso inusual de sinestesia, en el cual la pronunciación de una palabra induce una sensación involuntaria del gusto subjetivo en la boca.[8]
- Grafema-color: una de las formas más comunes que se pueden encontrar es la asociación directa de cualquier signo, letra o número con un color específico.
- Música-color: la persona visualiza diferentes colores, de acuerdo con algunas características de la música, como el timbre o la frecuencia de la misma.
- Temporal-espacial: la persona visualiza el tiempo en una representación, por ejemplo, un año es percibido como un círculo, o como un rectángulo a lo largo del cual aparecen los meses, semanas, días... También puede visualizar los días, meses y horas asociados a colores.

## La sinestesia y el arte
En cuanto a la relación que tiene este fenómeno neurológico con la creación artística, se puede ver el video «Sinestesia: ¿A qué sabe el morado?».
La sinestesia como vehículo para completar el espectro de una sensación. Experimento realizado con la conclusión de que un ser humano puede llegar a transformar y decodificar sonidos visuales a través de  sensaciones que esta le produce, utilizando su sinestesia como vehículo.
Otro artista sinestésico es Axel Lovengreen, que usó esta condición para crear y en los años 2000 logró gran notoriedad internacional con sus obras.
La sinestesia fue clave en el proceso creativo del artista ruso Wassily Kandinsky. Para apoyar sus teorías del color, apeló en su manifiesto a la evidencia de sinestesia, nombre científico de la condición en la que los sentidos se confunden uno con el otro. Escribió con entusiasmo sobre que «cierto médico de Dresde cuenta cómo uno de sus pacientes, a quienes describe como ‘espiritualmente, inusualmente altamente desarrollado’, invariablemente descubrió que cierta salsa tenía un sabor ‘azul’».
Un interesante material de consulta es el que contiene el sitio elaborado por Google Arts & Culture en colaboración con el Centro Pompidou En la intimidad de Kandinsky, El universo de sonidos, formas y colores del artista abstracto Vassily Kandinsky.

## La sinestesia en los videojuegos
En el mundo de los videojuegos, la sinestesia se ha vuelto un tema recurrente, ya que permite generar experiencias que otros videojuegos no podrían. Títulos como Rez, Child of Eden, Lumines, Tetris Effect, Audiosurf y Guitar Hero han demostrado que sí se puede crear una experiencia sinestésica. Estos tipos de juegos no usan mucha información en sus interfaces, sino colores y sonidos como métodos para transmitir información a los jugadores, razón por la cual el jugador no se concentra en el puntaje del juego, sino en entender cómo ganar. De manera casi obligada, los juegos están diseñados para que personas sin la capacidad nata de la sinestesia puedan tener una experiencia parecida.

## La sinestesia y la gastronomía
La gastronomía ofrece todo un mundo de sensaciones y, aquí, cualquier persona puede experimentar, de algún modo, la sinestesia. Así, ver una manzana verde y sentirla ácida sin probarla. Peter Stewart, profesor de psicología en la Universidad Memorial de Terranova, Canadá, y su compañera de investigación Erica Goss, dirigieron un experimento para saber cómo la gente percibía el sabor de una torta de queso servida en platos blancos y negros, redondos y cuadrados. ¿El resultado? Los platos blancos y redondos mejoraron algunos juicios básicos: el queso más dulce y de sabor más intenso (siendo el mismo).
Los chefs más vanguardistas, al tanto de estas investigaciones y las posibilidades que ofrece la combinación de las percepciones, crean "platos emotivos" para sorprender a sus clientes. En este sentido, más allá de sentir un color como dulce o salado, el cocinero a través de un olor a galletas y chocolates, tarta de la abuela, rememora vivencias logrando ofrecer un "viaje a la infancia". Por tanto, hablar de sinestesia en gastronomía es una opción más para ofrecer experiencias a través de los bocados; cada persona experimentará distintas sensaciones y/o asociaciones en función de sus recuerdos o memoria cognitiva.